# جيجمارياي
جيجمارياي (بالإنجليزية: Žiežmariai) هي منطقة سكنية تقع في ليتوانيا في Kaišiadorys district municipality.[بحاجة لمصدر] يقدر عدد سكانها بـ 3,852 نسمة .